# Палынский, Виктор Исакович
Палы́нский Виктор Исакович (1933—1979) — новатор лесной промышленности Карелии, бригадир-вальщик Муезерского лесопункта Ругозерского леспромхоза.
Заслуженный работник лесной промышленности Карельской АССР. Герой Социалистического Труда.

## Биография
Родился 29 октября 1933 года в деревне Забелы 1 Волынецкого сельсовета Дриссенского района Белорусской ССР, ныне Волынецкого сельсовета Верхнедвинского района Витебской области Белоруссии. Из семьи крестьян. Белорус. Член КПСС.
В годы Великой Отечественной войны ребёнком пережил немецко-фашистскую оккупацию (1941—1944). Отец, Исаак Устинович Полынский, в 1944 году погиб в боях за освобождение Латвийской ССР.
После войны работал в местном колхозе. В 1949 году окончил курсы трактористов-машинистов при Волынецкой машинно-тракторной станции Дриссенского район, после чего трудился трактористом в этой организации, стал механизатором широкого профиля. Затем был призван на срочную службу в Советскую Армию, которую проходил в артиллерийской части на Дальнем Востоке. После увольнения в запас приехал по оргнабору в Иркутскую область. Сперва трудился помощником вальщика леса, затем вальщиком на лесоразработках в Восточной Сибири. По истечении срока договора вернулся на родину, был рабочим Полоцкой дистанции пути Витебского отделения Белорусской железной дороги. В 1960 году по приглашению родственника Виктор Исакович приехал на лесоразработки в Муезерский район Карельской АССР (ныне Республика Карелия).
Проходил срочную службу в Советской Армии в артиллерийской части на Дальнем Востоке, после чего по оргнабору работал вальщиком леса в Иркутской области, вальщиком леса в Восточной Сибири.
По возвращении на родину — рабочий Полоцкой дистанции пути Витебского отделения Белорусской железной дороги.
В 1960 г. переехал в поселок Муезерский Карельской АССР. Освоил операцию механизированной валки леса, возглавлял лесозаготовительные бригады Ондозерского лесопункта, а потом Муезерского лесопункта Ругозерского леспромхоза объединения «Кареллеспром».
Сначала работал вальщиком леса, затем бригадиром лесозаготовительной бригады Ондозерского лесопункта Ругозерского леспромхоза Карельского производственного объединения лесной промышленности / «Кареллеспрома» (образовано в 1965 году, ныне ОАО «Лесопромышленная холдинговая компания «Кареллеспром»). Позднее по семейным обстоятельствам переехал в районный центр, посёлок Муезерский, где возглавил бригаду Муезерского лесопункта того же леспромхоза. За трудовые успехи в выполнении заданий семилетки (1959—1965) был награждён орденом Трудового Красного Знамени, а за производственные достижения в ходе 8-й пятилетке (1966—1970) — орденом Ленина.
В. И. Палынский стал одним зачинателей Всесоюзного соревнования лесозаготовителей за ускорение технического прогресса на лесоразработках, за комплексное использование древесины. Внедряя передовые методы и приёмы труда, Виктор Исакович добился того, что его бригада неоднократно выходила победителем социалистического соревнования среди лесозаготовителей республики и страны.
В 1971 г. комплексная бригад Виктора Исаковича Палынского заготовила и отгрузила в первом квартале 6100 м3 древесины.
В 1973 году он стал инициатором организации укрупнённых механизированных лесосечных бригад. В том же году укрупнённая бригада Палынского заготовила более 41 300 кубометров, а следующем году — 50 000 кубометров древесины. На мастерском участке, где она работала, была создана межзональная школа передового опыта.
Указом Президиума Верховного Совета СССР от 8 января 1974 года за выдающиеся успехи в выполнении и перевыполнении планов 1973 года и принятых социалистических обязательств Палынскому Виктору Исаковичу присвоено звание Героя Социалистического Труда с вручением ордена Ленина и золотой медали «Серп и Молот».
Избирался депутатом районного Совета и членом Карельского обкома КПСС.
Похоронен в Муезерском.

## Память
- Бензомоторная пила В. И. Палынского хранится в фондах Национального музея Республики Карелия[5]
- Имя Героя было внесено в книгу Почёта Карельской АССР.